# Портрет Франсиско Байеу (1786)
Портрет Франсиско Байеу (исп. Retrato de Francisco Bayeu) — картина испанского живописца Франсиско Гойи (1746—1828), написанная маслом на холсте в 1786 году и изображающая его зятя и живописца Франсиско Байеу. В настоящее время полотно принадлежит Королевской академии изящных искусств Сан-Карлос, находящейся в Валенсии. Оно было подарено ей Бенито Монфортом в 1851 году и ныне выставлена в Музее изящных искусств Валенсии.

## История создания
Большую роль в профессиональной и личной жизни Гойи сыграла арагонская семья Байеу: три брата-художника, которые, как и Гойя, были выходцами из Сарагосы и были учениками Хосе Лусана: Франсиско (1734—1795), Рамон (1746—1793) и Мануэль Байеу (1740—1809). В 27 лет Гойя женился на их сестре Хосефе. Старший из братьев, Франсиско, был также и его наставником (он устроился к нему в мастерскую в 1766 году), а позже соратником и защитником при королевском дворе. Благодаря его заступничеству Гойя получил в испанской столице свой первый заказ — подготовку эскизов гобеленов для королевской мануфактуры. Однако в их отношениях было место и ревности и соперничеству. В 1780 году между ними возник острый конфликт по поводу исполнения заказа по написанию фресок в базилике Нуэстра-Синьора-дель-Пилар в Сарагосе, над которым они трудились вместе. Байеу потребовал от Гойи исправлений в его работе, так как не принял его новаторский стиль. Они помирились в 1786 году, когда Гойя и Рамон Байеу были назначены королевскими художниками. Назначение на эту должность не могло обойтись без участия Франсиско Байеу, придворного живописца испанского короля Карла III.

## Описание
По мнению искусствоведов, этот портрет являлся выражением Гойей благодарности и признательности Байеу за неоценимую помощь в его карьере художника. Написание этого портрета служил сердечным жестом примирения, положившим конец периоду ссор двух художников. Гойя изобразил Байеу за работой — он стоит перед большим холстом, держа в руке кисть. Это условное изображение художника как великого мастера. Типичным для Гойи однородный тёмный фон заставляет зрителя сосредоточиться на изображённой фигуре. Наибольшее внимание художник уделил лицу, изобразив жёсткий, проницательный взгляд, свидетельствующий о сильном характере Байеу. С точностью и естественностью выполнена рука художника, держащая кисть, — один из самых сложных элементов этого портрета. Одежда Байеу прорисована не столь детально — на нем одета белая рубашка и чёрный жакет, украшения на котором нанесены с помощью лёгких белых мазков. В палитре картины преобладают элегантные оттенки серого и чёрного цветов.
Копия этой картины находится в частной британской коллекции. Существовал также рисунок по половину груди модели, нарисованный на основе портрета ученика Гойи Асенсио Хулии и преобразованный в гравюру Хосе Васкесом в 1804 году для серии «Прославленные испанцы» (исп. Españoles Ilustres), напечатанной Национальной библиотекой Испании.
В 1795 году Гойя написал посмертный «Портрет Франсиско Байеу», отдавая дань уважения этому художнику. Но он был создан уже в другой стилистике, так как Гойя писал его на основе автопортрета.